# Abe no Munetō
Abe no Munetō est un nom japonais traditionnel ; le nom de famille (ou le nom d'école), Abe, précède donc le prénom (ou le nom d'artiste).
 (octobre 2015).
Si vous disposez d'ouvrages ou d'articles de référence ou si vous connaissez des sites web de qualité traitant du thème abordé ici, merci de compléter l'article en donnant les références utiles à sa vérifiabilité et en les liant à la section « Notes et références ».
Abe no Munetō (安倍 宗任, né en 1032 et décédé le 18 mars 1108) est un samouraï du clan Abe durant l'époque de Heian de l'histoire du Japon. Il est le fils d'Abe no Yoritoki, chef du clan Abe des Emishi, autorisés à diriger les 6 districts Emishi dans le bassin de la Kitakami-gawa de Morioka à Hiraizumi, dans ce qui est de nos jours la préfecture d'Iwate. Abe no Yoritoki est le chinjufu-shōgun (général responsable de la surveillance des Aïnous et de la défense du Nord). Au cours de la guerre de Zenkunen, il combat avec son frère Sadato au côté de son père contre les Minamoto.
Abe no Munetō est basé au fort d'Isawa. Il occupe le fort appelé Tonomi (鳥海冊, Tonomi-saku) établi à une date incertaine sur le côté nord d'Isawa. En 1061, pendant la guerre de Zenkunen, Abe no Munetō est défait par les forces Minamoto à la bataille de Tonomi.

## Parentés
- Abe no Sadato (1019-1062) qui occupe le fort de Kuriyagawa
- Abe no Masato qui occupe le fort de Kuriyagawa
- Abe no Norito qui reste au fort de Kuriyagawa avec son père
- Une sœur qui épouse Taira no Nagahira
- Une sœur qui épouse Fujiwara no Tsunekiyo ce qui fait que son père, Yoritoki, devient le grand-père de Fujiwara no Kiyohira, fondateur de la dynastie Ōshū Fujiwara

## Source de la traduction
- (en) Cet article est partiellement ou en totalité issu de l’article de Wikipédia en anglais intitulé « Abe no Munetō » (voir la liste des auteurs).